# 渡辺章綱
渡辺 章綱（わたなべ あきつな）は、江戸時代後期の大名、明治時代の華族。和泉伯太藩最後（第9代）の藩主で同藩初代（最後）知藩事。華族としての爵位は子爵。

## 略歴
天保4年（1833年）、第8代藩主・渡辺潔綱の長男として誕生する。弘化3年（1846年）9月1日、第12代将軍・徳川家慶に御目見した。
弘化4年（1847年）5月23日、父・潔綱の隠居により、家督を相続した。同年12月16日、従五位下備中守に叙任した。後に丹後守に改めた。安政3年（1856年）2月8日、大坂加番を命じられる。また、日光祭祀奉行を務めた。元治元年（1864年）6月25日、大和橋などの警備を命じられた。慶応4年（1868年）3月16日、上洛する。
明治2年（1869年）の版籍奉還で藩知事となるが、明治4年（1871年）7月15日の廃藩置県で免官となる。同年9月28日、東京に移る。明治17年（1884年）、子爵となった。
明治27年（1894年）、死去。享年62。
| 日本の爵位 | 日本の爵位                              | 日本の爵位    |
| ---------- | --------------------------------------- | ------------- |
| 先代 叙爵  | 子爵 （伯太）渡辺家初代 1884年 - 1894年 | 次代 渡辺寛綱 |